# Goldsteig Käsereien Bayerwald
Die Goldsteig Käsereien Bayerwald GmbH ist eine deutsche Molkerei in Cham in Bayern. Der Namensbestandteil Goldsteig bezieht sich auf den mittelalterlichen Handelsweg Goldener Steig zwischen der Donau und Böhmen. Seit 2007 trägt auch ein Wanderweg den Namen Goldsteig.

## Kennzahlen
Rund 3.100 in Genossenschaften zusammengeschlossene Erzeugerbetriebe, überwiegend aus Ostbayern, aber auch etwa 150 aus dem angrenzenden Tschechien, liefern jährlich etwa 890 Mio. kg Milch an. Diese werden zu rund 102.300 Tonnen Produkten verarbeitet, die in alle Länder der Europäischen Union abgesetzt werden. 

## Eigentümer
Gesellschafter von Goldsteig sind vier Erzeugergenossenschaften:
- Molkereigenossenschaft Cham eG (rund 1100 Lieferanten)
- Ostbayrische Milchwerke eG in Passau (rund 940)
- Goldsteig Käserei Plattling eG (rund 640)
- Milchwerk Straubing eG (rund 350).

## Standorte, Produktpalette
Das Hauptprodukt ist Mozzarella, weitere sind Hartkäse, Schnittkäse, Laktose, eiweißangereichertes Süßmolkenpulver (Whey Protein Concentrate, WPC), Frischkäse (Mascarpone), Molkeneiweißkäse (Ricotta), Butter, Molke und Molkekonzentrat. Am Hauptsitz in Cham, wo sich auch die Verwaltung und das Logistikzentrum mit Hochregallager befindet, ist das Hauptwerk (Betriebsnummer: BY 301). In den Käsereien (bis Mitte 2017 drei, seither zwei) werden Mozzarella, Schnittkäse und Hartkäse produziert. In der Betriebsstätte Tittling (Betriebsnummer: BY 261) wird der Frischkäse „nach italienischer Art“ sowie in kleinem Rahmen Butter hergestellt.
Seit 2017 wird in Stephansposching, Ortsteil Michaelsbuch, ein neues Werk gebaut. Das bisherige Werk in Plattling wurde Ende Juni 2017 geschlossen, womit die Weichkäseproduktion (Camembert, Rotschmierkäse) bei Goldsteig endete. Im neuen Werk wird in einem ersten Bauabschnitt seit 19. August 2018 Magermilchkonzentrat für Weiterverarbeiter aus der Lebensmittelindustrie produziert. Weitere Bauabschnitte sehen unter anderem die Errichtung eines Verarbeitungszentrums zur Herstellung von Butter und Käse aus dem bei der Herstellung des Magermilchkonzentrats anfallenden Fett vor. Das Werk soll ab 2020 den Standort Tittling ersetzen und die bisherige Butterproduktion massiv erhöhen.
Die künftige Verarbeitungskapazität wird bei bis zu 325.000 l Milch pro Tag liegen, die Produktionskapazität bei 38.000 Tonnen/Jahr Konzentrat und 15.000 Tonnen/Jahr Rahm.

## Marken
Eigene Marken sind Goldsteig und Cammino D’Oro, daneben werden Handelsmarken und Vorprodukte für die weiterverarbeitende Industrie hergestellt.

## Geschichte
Das Unternehmen entstand am 1. Juli 1992 als Gemeinschaftsunternehmen der Goldsteig Käserei Plattling eG (gegr. 1927) und der Molkereigenossenschaft Cham (gegr. 1940). Durch den Zusammenschluss mit der Ostbayrische Milchwerke eG (gegr. 1939) im Jahr 1998 erweiterte sich das Produktspektrum um Schnittkäse. Im Jahr 2000 fusionierte Goldsteig mit der Molkereigenossenschaft Milchwerk Straubing eG (gegr. 1935 in Eglsee). Im Jahr 2006 wurde in Cham eine vollautomatisierte Hart- und Schnittkäserei errichtet. Anfang 2013 wurde eine Linie der Eigenmarke Goldsteig auf den Markt gebracht, bei deren Herstellung keine gentechnisch veränderten Futter- und Produktionsmittel eingesetzt werden. Anfang 2018 beschloss Goldsteig, wie zuvor schon andere Unternehmen der Branche, seinen Milchlieferanten auf eigenbewirtschafteten Flächen den Einsatz von Glyphosat-haltigen Unkrautvernichtungsmitteln zu untersagen.
Das Verbot gilt nicht für fremde Flächen, von denen zugekauftes Futter stammt.
Von diesem Verbot trat Goldsteig im April 2022 wieder zurück, angeblich um die Bauern von den steigenden Preisen durch den Krieg in der Ukraine zu entlasten. Von Umweltschutzorganisationen wurde scharfe Kritik laut ob der Kehrtwende.